# Njemačka nogometna reprezentacija
Njemačka nogometna reprezentacija predstavlja Njemačku na nogometnim natjecanjima. Njemačka je osvojila četiri svjetska prvenstva u nogometu, što je čini jednom od najuspješnijih nogometnih reprezentacija u svijetu. Na olimpijskim igrama njemačke momčadi su nastupale također s uspjehom: Istočna Njemačka je osvojila četiri olimpijske medalje, dok je Zapadna Njemačka osvojila jednu. Njemački nogometni savez kontrolira cjelokupni nogomet u Njemačkoj, pa tako i ovu reprezentaciju.

## Povijest
Njemačka ima jednu od najuspješnijih nogometnih momčadi na svijetu. Osvojila je 4 svjetska prvenstva, kao i nogometna reprezentacija Italije, a uspješnija od njih je samo reprezentacija Brazila, koja je osvojila 5 SP-a. Isto tako, Nijemci su gubili 4 puta u finalima. Nisu nastupili samo na dva SP, ono početno u Urugvaju, te ono u Brazilu 1950. godine. Također su osvojili 3 Europska prvenstva u nogometu. Nisu se plasirali na prva 3 EP-a.

## Rane godine
Između 1899. i 1901., odigralo se pet utakmica između Nijemaca i Engleza, koje su završavale visokim porazima Njemačke. 1900. se osnovao Njemački nogometni savez, a 5. travnja 1908. se održala i prva službena utakmica njemačke reprezentacije. Igrali su protiv Švicaraca, a ostalo je 5:3 za Švicarsku. Zanimljivo, igrače koji će nastupiti za Njemačku je birao Njemački nogometni savez, pošto nisu imali trenera!
Prvi trener je bio Otto Nerz, školski učitelj iz Mannheima. Vodio je reprezentaciju od 1923. do 1936. U svom prvom nastupu na Svjetskom prvenstvu završili su treći. Dvije godine poslije (1936.), kormilo reprezentacije je preuzeo Sepp Herberger.
Nakon Anschlussa 1938., austrijski igrači su počeli igrati za Njemačku. Na SP 1938., miješana Njemačka je izbačena već u grupnoj fazi natjecanja, i to se više nije dogodilo, sve do SP 2018 u Rusiji. Nakon Drugog svjetskog rata, jedini protivnik koji je igrao protiv Nijemaca bila je irska reprezentacija. Kao izraz zahvale i poštovanja prema Ircima, čiji su dresovi zeleni, reprezentacija Zapadne Njemačke je izabrala zelenu boju za svoje gostujuće dresove.

## Poslije II. svjetskog rata

### Nogomet u Istočnoj Njemačkoj
Od 1949. do 1990., Istočna Njemačka je igrala kao zasebna momčad. Osvojili su zlatnu olimpijsku medalju na Igrama u Montrealu 1976. godine, srebro na Igrama u Moskvi 1988., te dvije bronce na Igrama u Tokiju 1964. te na Igrama u Münchenu 1972. godine.

### Čudo u Bernu
Nakon podjele Njemačke 1945., Zapadna Njemačka je prva okusila uspjeh na SP. Protiv mađarske reprezentacije, favorita SP-a, u finalu je bilo 3:2 za Zapadne Nijemce. Ovaj uspjeh se naziva Čudo u Bernu. Ovaj uspjeh je izazvao euforiju u cijeloj poslijeratnoj Njemačkoj, te je igrao značajnu ulogu u obnavljanju ratom narušene države.

### Povijesni porazi: Gol na Wembleyu i Utakmica stoljeća
Nakon lošijih rezultata na SP-ima 1958. i 1962., kormilo je 1964. preuzeo Helmut Schön. Na SP-u u Engleskoj 1966., Zapadna Njemačka je stigla do finala protiv domaćina Engleza na Wembleyu. Gol Wolfganga Webera u zadnjem trenutku utakmice je odveo utakmicu u produžetke. No, u produžetcima, Geoff Hurst je dokrajčio posao s dva gola za Englesku, te tako postigao hat-trick. Prvi od ta dva gola je kontroverzan i danas. Ne zna se je li lopta prešla gol-liniju niti uz najmodernije današnje uređaje! Gol ili ne, Tofik Bahramov je signalizirao sucu da je bio gol... Istraživanje u Oxfordu 1995. je došlo do zaključka da je lopta držala crtu, tj. gola nije bilo! No, već spomenuti gol za izjednačenje Nijemaca je bio kontroverzan. Lopta je vidljivo udarila Nijemca u ruku, no sudac to nije vidio. 
Utakmica stoljeća je bila u Meksiku 1970., u polufinalu SP-a. Nakon 90 minuta bilo je 1:1, a Franz Beckenbauer je pokazao lavlje srce, igrao je s pomaknutim ramenom. Utakmicu je dobila Italija s 4:3, a ostala je u sjećanju kao najuzbudljivija utakmica Svjetskih prvenstava ikad. Nijemci su osvojili treće mjesto pobijedivši meksičku reprezentaciju s 1:0. Gerd Müller je bio najbolji strijelac s 10 pogodaka.

### Osvojeno SP pred svojom publikom
1971. je Franz Beckenbauer postao kapetan i odveo je svoju reprezentaciju do osvajanja EP 1972., pobijedivši SSSR u finalu s 3:0. Potom, 1974., u finalu SP-a u SR Njemačkoj 1974., pala je i Nizozemska s 2:1.
Dvije utakmice na SP 1974. su bile kontroverzne za Zapadne Nijemce. Prvo su igrali Istočna Njemačka i Zapadna Njemačka, a Istok je pobijedio 1:0. Druga kontroverzna je bila finale protiv Nizozemaca i Johanna Cruyffa. Dosuđen je jedanaesterac za Nizozemsku nakon manje od minute. Ipak, Paul Breitner je zabio iz drugog jedanaesterca, a Gerd Müller u 45. minuti. Do kraja je ostalo tako, iako je trebalo biti barem 3:1, pošto je drugi Müllerov gol nepravedno poništen zbog zaleđa.

### Kasne 70-e i rane 80-e
To je bilo razdoblje neuspjeha. Nisu obranili nijednu titulu. Prvo im je Čehoslovačka oduzela EP 1976., a potom su vrlo rano izgubili od austrijske reprezentacije. Poslije toga, trener Schön je dao ostavku, a naslijedio ga je njegov bivši asistent Jupp Derwall.
S Derwallom je dobro krenulo. Osvojili su EP 1980. pobijedivši belgijske nogometaše s 2:1 u finalu. Na SP-u u Španjolskoj 1982., bili su doprvaci na, blago rečeno, neobičan način. Izgubili su od Alžira 2:1, da bi se i s tim porazom kvalificirali dalje pobjedom od 1:0 protiv Austrije. Zanimljivo, jedino taj rezultat je pružao i Austriji i Nijemcima prolazak dalje... U polufinalu su prošli francusku reprezentaciju s 3:3 i jedanaestercima, nakon gubitka u produžetcima od 3:1. U finalu nisu mogli ništa raspoloženim Talijanima. Bilo je 3:1.

### Beckenbauer trijumfira kao trener
Nakon eliminacije u grupnoj fazi natjecanja na EP 1984., Derwall je dobio otkaz, a na njegovo mjesto došao je Franz Beckenbauer. Zapadna Njemačka je ponovno bila druga na SP 1986. Dobili su Francuze, da bi ih Diego Armando Maradona sam dobio u finalu. Ostalo je 3:2 za Argentince. Na EP 1988. su izgubili u polufinalu od Nizozemske, koja se tako osvetila za poraz u finalu SP 1974. U finalu, Marco van Basten je zabio nevjerojatan gol za pobjedu Nizozemske.
Predvođeni kapetanom Lotharom Matthäusom, na SP-u u Italiji 1990., na zadnjem nastupu prije ujedinjenja Njemačke, Zapadna Njemačka je postala prvak svijeta. Pobjeđivali su Jugoslaviju, UAE, Nizozemsku, Čehoslovačku i Engleze do finala s Argentincima. Jedini gol je zabio Andreas Brehme u 85. minuti iz jedanaesterca.

### Promjenjivi rezultati u 90-ima
Nakon osvojenog SP-a 1990., Beckenbauer je dao ostavku, a naslijedio ga je Berti Vogts. Nakon ujedinjenja, Istočnim Nijemcima je postal dozvoljeno nastupiti zajedno sa Zapadnim Nijemcima. Na EP-u 1992. su došli do finala, gdje ih je zaustavila danska reprezentacija s 2:0. Zanimljivo, Danci uopće nisu trebali nastupiti. Ostalo je prazno mjesto pošto je FIFA zabranila nastup Jugoslaviji zbog agresije na Hrvatsku. Na SP-u u SAD-u 1994. su izgubili u četvrtfinalu od bugarske reprezentacije s 2:1, i to nakon što je Njemačka povela s 1:0.
Osvojili su EP 1996. treći put pobijedivši Engleze na jedanaesterce (to postaje tradicija). Protiv Čeha u fianlu su gubili 1:0, no nakon izjednačenja, Oliver Bierhoff je zabio zlatni gol. Na SP-u u Francuskoj 1998., hrvatska nogometna reprezentacija ih je na putu do 3. mjesta svladala s 3:0 u četvrtfinalu!

### 21. stoljeće
Na EP 2000., Njemačka je imala jednu od najboljih reprezentacija svijeta. No, osramotili su se ispadanjem u grupnoj fazi, a Portugalci su ih sa svojom drugom momčadi osramotili s 3:0. Christopheru Daumu tada niti doping nije pomogao. Rudi Völler je preuzeo reprezentaciju tada.
Na SP-u u Japanu i Koreji 2002. pobijedili su Saudijsku Arabiju s 8:0. Potom su s tri uzastopne pobjede od 1:0 došli do finala. Tu su ih dočekali Brazilci i pobijedili s 2:0. Na tom natjecanju, Oliver Kahn je proglašen najboljim igračem turnira, prvi put u povijesti da je vratar dobio takvo priznanje.
Na EP 2004. nisu pobijedili nikoga, a Völler je dao ostavku odmah potom. Nakon odbijanja Otta Rehhagela i Ottmara Hitzfelda, na čelo je došao Jürgen Klinsmann, koji nikoga prije nije trenirao. Burno su reagirali svi mediji napadajući Klinsija, ali je on ostao čvrsto na kormilu.
Na Svjetskom prvenstvu 2006. u Njemačkoj pred domaćom publikom Nijemci su osvojili treće mjesto.
Na Svjetskom prvenstvu 2014. u Brazilu Nijemci su 4. put postali prvaci svijeta.
Na Svjetskom prvenstvu 2018. u Rusiji Nijemci, nakon gubitka od Meksika 1:0 te nakon poraza od Južne Koreje 2:0, na svjetsko i vlastito čudo, prvi put od 1938. nisu se plasirali u osminu finala.

## Učinak na Svjetskim prvenstvima
Njemačka prije podjele
- 1930. – nisu se natjecali
- 1934. – 3. mjesto
- 1938. – osmina finala

Zapadna Njemačka
- 1950. – FIFA nije dopustila natjecanje
- 1954. – prvaci
- 1958. – 4. mjesto
- 1962. – četvrtfinale
- 1966. – 2. mjesto
- 1970. – 3. mjesto
- 1974. – prvaci
- 1978. – druga faza natjecanja
- 1982. – 2. mjesto
- 1986. – 2. mjesto
- 1990. – prvaci

Ujedinjena Njemačka
- 1994. – četvrtfinale
- 1998. – četvrtfinale
- 2002. – 2. mjesto
- 2006. – 3. mjesto
- 2010. – 3. mjesto
- 2014. – 1. mjesto
- 2018. – zadnji u skupini

## Učinak na Europskim prvenstvima
Zapadna Njemačka
- EP 1960. – bez nastupa
- EP 1964. – bez nastupa
- EP 1968. – nisu se kvalificirali
- EP 1972. – prvaci
- EP 1976. – doprvaci
- EP 1980. – prvaci
- EP 1984. – skupina
- EP 1988. – polufinale

Savezna Republika Njemačka
- EP 1992. – doprvaci
- EP 1996. – prvaci
- EP 2000. – skupina
- EP 2004. – skupina
- EP 2008. – doprvaci
- EP 2012. – polufinale
- EP 2016. – polufinale
- EP 2020. – osmina finala
- EP 2024. – četvrtzavršnica

## Učinak na Olimpijskim igrama
Istočna Njemačka
- Tokio 1964. – brončana medalja
- München 1972. – brončana medalja
- Montreal 1976. – zlatna medalja
- Moskva 1980. – srebrna medalja

Zapadna Njemačka
- Seul 1988. – brončana medalja

Savezna Republika Njemačka
- Rio de Janeiro 2016. – srebrna medalja

## Sastav
Njemački izbornik objavio je konačni popis igrača za Svjetsko prvenstvo 2022. 10. studenog 2022.
Nastupi i golovi zadnji put su ažurirani 26. rujna 2022. nakon utakmice protiv Engleske.
| 0#0 | Poz. | Igrač                  | Datum rođenja (dob) | Nastupi | Golovi | Klub                     |
| --- | ---- | ---------------------- | ------------------- | ------- | ------ | ------------------------ |
| 1   | G    | Manuel Neuer (kapetan) | 27. ožujka 1986.    | 113     | 0      | Bayern München           |
| 2   | B    | Antonio Rüdiger        | 3. ožujka 1993.     | 54      | 2      | Real Madrid              |
| 3   | B    | David Raum             | 22. travnja 1998.   | 11      | 0      | RB Leipzig               |
| 4   | B    | Matthias Ginter        | 19. siječnja 1994.  | 46      | 2      | SC Freiburg              |
| 5   | B    | Thilo Kehrer           | 21. rujna 1996.     | 22      | 0      | West Ham United          |
| 6   | V    | Joshua Kimmich         | 8. veljače 1995.    | 70      | 5      | Bayern München           |
| 7   | V    | Kai Havertz            | 11. lipnja 1999.    | 30      | 10     | Chelsea                  |
| 8   | V    | Leon Goretzka          | 6. veljače 1995.    | 44      | 14     | Bayern München           |
| 9   | N    | Niclas Füllkrug        | 9. veljače 1993.    | 0       | 0      | Werder Bremen            |
| 10  | N    | Serge Gnabry           | 14. srpnja 1995.    | 36      | 20     | Bayern München           |
| 11  | V    | Mario Götze            | 3. lipnja 1992.     | 63      | 17     | Eintracht Frankfurt      |
| 12  | G    | Kevin Trapp            | 8. srpnja 1990.     | 6       | 0      | Eintracht Frankfurt      |
| 13  | N    | Thomas Müller          | 13. rujna 1989.     | 118     | 44     | Bayern München           |
| 14  | V    | Jamal Musiala          | 26. veljače 2003.   | 17      | 1      | Bayern München           |
| 15  | B    | Niklas Süle            | 3. rujna 1995.      | 42      | 1      | Borussia Dortmund        |
| 16  | B    | Lukas Klostermann      | 3. lipnja 1996.     | 18      | 0      | RB Leipzig               |
| 17  | V    | Julian Brandt          | 2. svibnja 1996.    | 38      | 3      | Borussia Dortmund        |
| 18  | V    | Jonas Hofmann          | 14. srpnja 1992.    | 16      | 4      | Borussia Mönchengladbach |
| 19  | N    | Leroy Sané             | 11. siječnja 1996.  | 47      | 11     | Bayern München           |
| 20  | B    | Christian Günter       | 28. veljače 1993.   | 6       | 0      | SC Freiburg              |
| 21  | V    | İlkay Gündoğan         | 24. listopada 1990. | 62      | 16     | Manchester City          |
| 22  | G    | Marc-André ter Stegen  | 30. travnja 1992.   | 30      | 0      | Barcelona                |
| 23  | B    | Nico Schlotterbeck     | 1. prosinca 1999.   | 5       | 0      | Borussia Dortmund        |
| 24  | N    | Karim Adeyemi          | 18. siječnja 2002.  | 4       | 1      | Borussia Dortmund        |
| 25  | B    | Armel Bella-Kotchap    | 11. prosinca 2001.  | 1       | 0      | Southampton              |
| 26  | N    | Youssoufa Moukoko      | 20. studenoga 2004. | 0       | 0      | Borussia Dortmund        |

## Poznati igrači
| - Franz Beckenbauer - Oliver Bierhoff - Paul Breitner - Andreas Brehme - Karlheinz Förster - Thomas Häßler - Helmut Haller - Dietmar Hamann - Jürgen Klinsmann - Jürgen Kohler |  | - Sepp Maier - Lothar Matthäus - Andreas Möller - Gerd Müller - Günter Netzer - Wolfgang Overath - Helmut Rahn - Karl-Heinz Rummenigge - Matthias Sammer (igrao i za reprezentaciju Istočne Njemačke) |  | - Harald 'Toni' Schumacher - Bernd Schuster - Uwe Seeler - Toni Turek - Berti Vogts - Rudi Völler - Fritz Walter - Wolfgang Weber - Oliver Kahn - Miroslav Klose |

Počasni kapetani (Ehrenspielführer) su Fritz Walter, Uwe Seeler, Franz Beckenbauer i Lothar Matthäus.

## Rekorderi

### Rekorderi po broju nastupa
| #   | Igrač                  | Karijera u reprezentaciji | Broj nastupa |
| --- | ---------------------- | ------------------------- | ------------ |
| 1.  | Lothar Matthäus        | 1980. – 2000.             | 150          |
| 2.  | Miroslav Klose         | 2001. –                   | 136          |
| 3.  | Lukas Podolski         | 2004. –                   | 116          |
| 4.  | Philipp Lahm           | 2004. –                   | 113          |
| 5.  | Jürgen Klinsmann       | 1987. – 1998.             | 109          |
| 6.  | Bastian Schweinsteiger | 2004. –                   | 108          |
| 7.  | Jürgen Kohler          | 1986. – 1998.             | 106          |
| 8.  | Franz Beckenbauer      | 1965. – 1977.             | 103          |
| 9.  | Per Mertesacker        | 2004. –                   | 103          |
| 10. | Thomas Häßler          | 1988. – 2000.             | 102          |

### Rekorderi po broju golova
| #  | Igrač            | Karijera u reprezentaciji | Broj golova |
| -- | ---------------- | ------------------------- | ----------- |
| 1. | Miroslav Klose   | 2001. –                   | 71          |
| 2. | Gerd Müller      | 1966. – 1974.             | 68          |
| 3. | Lukas Podolski   | 2004. –                   | 47          |
| 3. | Jürgen Klinsmann | 1987. – 1998.             | 47          |
| 3. | Rudi Völler      | 1982. – 1994.             | 47          |

## Treneri kronološki poredani
| Ime                            | Period        | Utakmica | Pobjeda | Neriješeno | Poraz | Osvojeni trofeji                                                                   |
| ------------------------------ | ------------- | -------- | ------- | ---------- | ----- | ---------------------------------------------------------------------------------- |
| DFB (Njemački nogometni savez) | 1908. – 1927. | 63       | 18      | 13         | 32    |                                                                                    |
| Otto Nerz                      | 1928. – 1936. | 70       | 42      | 10         | 18    |                                                                                    |
| Sepp Herberger                 | 1936. – 1964. | 162      | 92      | 26         | 44    | Svjetski prvak sa SP 1954.                                                         |
| Helmut Schön                   | 1964. – 1978. | 139      | 87      | 30         | 22    | 2. mjesto sa SP 1966., prvak EP 1972., svjetski prvak 1974., 2. mjesto na EP 1976. |
| Jupp Derwall                   | 1978. – 1984. | 67       | 45      | 11         | 11    | Prvak EP-a 1980., 2. mjesto na SP-u 1982.                                          |
| Franz Beckenbauer              | 1984. – 1990. | 66       | 36      | 17         | 13    | 2. mjesto sa SP-a 1986., prvak svijeta 1990.                                       |
| Berti Vogts                    | 1990. – 1998. | 102      | 67      | 23         | 12    | 2. mjesto s EP 1992., prvak na EP 1996.                                            |
| Erich Ribbeck                  | 1998. – 2000. | 24       | 10      | 6          | 8     |                                                                                    |
| Rudi Völler                    | 2000. – 2004. | 53       | 29      | 11         | 13    | 2. mjesto sa SP 2002.                                                              |
| Jürgen Klinsmann               | 2004. – 2006. | 34       | 20      | 8          | 6     | 3. mjesto sa SP 2006.                                                              |
| Joachim Löw                    | 2006.-        | 110      | 75      | 20         | 15    | 2. mjesto s EP 2008., 3. mjesto sa SP 2010., prvak svijeta 2014.                   |
|                                |               |          |         |            |       |                                                                                    |

## Zanimljivosti
- Njemačka reprezentacija nema fiksni stadion, već se oni mijenjaju, najčešće u smjeru kruga po zemljopisnoj karti.
- Boje dresa su se izmjenjivale tijekom povijesti. Od zelene iz poštovanja prema Ircima, do tmurne sive i crne. Čak se jednom pojavio i crveni.
- Gary Lineker, Englez je jednom rekao: Nogomet je predivna igra koju 22 ljudi igra i u kojoj Nijemci uvijek pobjeđuju.
- Od EP 1976., Nijemci nisu ispali na jedanaesterce. Naprotiv, Englezi tradicionalno gube od njih upravo na jedanaesterce.
- Njemačka je po prvi puta u svojoj povijesti svjetsko prvenstvo završila u prvoj fazi tog natjecanja tek na SP-u u Rusiji 2018. U grupi je Njemačka zauzela posljednje mjesto.

## Vanjske poveznice
- Statistike Njemačkog nogometnog saveza
- Vijesti o njemačkoj reprezentaciji na Svjetskom prvenstvu  Arhivirana inačica izvorne stranice od 24. svibnja 2006. (Wayback Machine)
- Novosti sa SP-a  Arhivirana inačica izvorne stranice od 2. kolovoza 2016. (Wayback Machine)